# Viktor Tsjernomyrdin
Viktor Stepanovitsj Tsjernomyrdin (Russisch: Виктор Степанович Черномырдин, Viktor Stepanovitsj Tsjernomyrdin) (Tsjorny Otrog (oblast Orenburg), 9 april 1938 - Moskou, 3 november 2010) was een Russisch politicus, die vooral bekend was vanwege zijn lange periode als premier van Rusland onder president Boris Jeltsin van 1992 tot 1998.
Hij was in Rusland vooral bekend vanwege zijn excentrieke uitspraken, die vaak als grappen werden verteld. De bekendste was zijn commentaar op een zeer onsuccesvolle omwisseling van geld door de Centrale Bank van Rusland in juli 1993, waarbij hij verklaarde: "We wilden het beter doen, maar het ging weer zoals altijd" Deze uitspraak groeide uit tot een bekend spreekwoord.

## Jeugd en carrière
Viktor Tsjernomyrdin werd geboren als een van de vijf zonen van een arbeider (een chauffeur). Hij voltooide zijn middelbare school met matige cijfers; de helft bestond uit 3-en (het hoogste cijfer in Rusland is een 5) en hij had geen enkel attestat (getuigschrift) op zijn rapport. Hij ging werken als technicus in een olieraffinaderij in Orsk, waar hij onafgebroken bleef werken tot 1962, behalve tijdens zijn tweejarige militaire dienstplicht van 1957 tot 1960. Hij was naast technicus ook afwisselend machinist, bestuurder en hoofd van de technische installaties.
In 1962 werd hij toegelaten tot het Industrieel Instituut van Koejbysjev (nu Polytechnisch Istituut van Samara). Tijdens zijn toelatingsexamens deed hij het erg slecht. Hij zakte voor wiskunde en moest het examen overdoen, waarbij hij een 3 kreeg als gemiddelde; alleen op de Russische taal haalde hij een 4 en voor de rest alleen 3-en. Hij werd daarop alleen toegelaten omdat er dat jaar slechts weinig mensen aan zijn studie wilden beginnen. In 1966 studeerde hij af aan het instituut en volgde daarop een schriftelijke cursus aan de Faculteit voor Economie van het Polytechnisch Instituut van de Sovjet-Unie, waar hij afstudeerde in 1972.

### Carrière binnen het aardgaswezen en de CPSU
In 1961 werd hij lid van de CPSU. Vanaf 1967 begon hij carrière te maken binnen de partij. Van 1967 tot 1972 werkte hij voor de regionale CPSU-afdeling van Orsk. Van 1973 tot 1978 werkte hij vervolgens als directeur voor de aardgasfabriek van Orenburg en van 1978 tot 1982 werkte hij weer voor de CPSU; voor de divisie zware industrie van het Centraal Comité van de Communistische Partij van de Sovjet-Unie.
In 1982 werd Tsjernomyrdin benoemd tot viceminister van aardgasindustrieën van de Sovjet-Unie. Daarnaast leidde hij vanaf 1983 Glavtjoemengazprom, een industrieverband voor de ontwikkeling van aardgas in de oblast Tjoemen. Van 1985 tot 1989 was hij minister van aardgasindustrieën. Toen dit ministerie in 1989 omgezet werd naar het staatsbedrijf Gazprom werd Tsjernomyrdin verkozen tot voorzitter van dit bedrijf, een functie die hij zou behouden tot 1992, toen hij werd opgevolgd door Rem Vjachirev.

### Premier van Rusland
In mei van dat jaar benoemde president Boris Jeltsin Tsjernomyrdin namelijk tot vicepremier, met verantwoordelijkheid voor brandstof en energie. Op 14 december 1992 werd Tsjernomyrdin benoemd tot premier van de nieuwe Russische Federatie.
Op 12 mei 1995 stichtte hij het politieke blok Ons Huis is Rusland, dat bedoeld was om de centrale macht te worden in het parlement (de Staatsdoema). Doordat het blok bij de verkiezingen echter slechts 10% van de stemmen kreeg, werd deze poging gedwarsboomd.
In de zomer van 1995 was Tsjernomyrdin persoonlijk betrokken bij directe onderhandelingen met de Tsjetsjeense terrorist Sjamil Basajev, die met een gewapende groep een groep mensen in het ziekenhuis van Boedjonnovsk had gegijzeld. Na deze onderhandelingen werden enkele gevangenen vrijgelaten.
Op 23 maart 1998 werd Tsjernomyrdin plotseling met zijn hele regering afgezet door Jeltsin en werd hij als premier - nadat Jeltsin een dag als interim-premier had opgetreden - vervangen door Sergej Kirijenko.

### Opvolgingsperikelen tijdens de Roebelcrisis en latere activiteiten in Rusland
Na de Roebelcrisis van augustus 1998 werd Kirienko op 23 augustus op zijn beurt weggezonden, nadat deze had geprobeerd om Gazprom 2,5 miljard aan achterstallige belastingen te laten betalen en in verband hiermee ook probeerde beslag te leggen op de activa van het bedrijf en bedreigde bovendien de positie van Boris Berezovski, waarop deze een lastercampagne in de media organiseerde en druk uitoefende op Jeltsin om hem te ontslaan. Jeltsin probeerde daarop Tsjernomyrdin opnieuw aan te stellen als premier, maar de Staatsdoema blokkeerde dit besluit tot tweemaal toe. Hierdoor zat er voor Jeltsin niets anders op dan een ander te kiezen als premier. Dit werd Tsjernomyrdins rivaal Jevgeni Primakov op 11 september 1998.
Van juni 1999 tot juni 2000 was Tsjernomyrdin vervolgens een van de voorzitters van de toezichtsraad van Gazprom, waarna hij werd opgevolgd door Dmitri Medvedev. In december 1999 werd Tsjernomyrdin verkozen tot afgevaardigde voor de Staatsdoema door middel van direct mandaat. Zijn politieke blok Ons Huis is Rusland haalde echter niet de 5%-kiesdrempel en werd vervolgens opgeheven.

### Ambassadeur voor Oekraïne
In mei 2001 benoemde president Vladimir Poetin Tsjernomyrdin tot ambassadeur in Oekraïne. Deze zet werd door sommige Russische media gezien als een poging om Tsjernomyrdin weg te krijgen uit het politieke centrum. Deze positie wordt gezien als louter ceremonieel en grotendeels bedoeld om de belangen van Gazprom veilig te stellen, zoals bij het Russisch-Oekraïens gasconflict. Tijdens de Oekraïense presidentsverkiezingen van 2004 werd hij dan ook nauwelijks actief betrokken bij de mislukte verkiezing van Viktor Janoekovytsj, waarvoor de machthebbers in Moskou hun eigen adviseurs naar de Donbas stuurden.
In 2003 verwierp hij in zijn functie als ambassadeur besprekingen over verontschuldigingen of compensatie voor de Holodomor-hongersnood, met de verklaring dat er niemand zou zijn waaraan een verontschuldiging kon worden afgelegd. In 2009 werd hij ontheven uit zijn functie en aangesteld als adviseur van de president en presidentieel vertegenwoordiger voor economische samenwerking met GOS-lidstaten. In november 2010 overleed hij.
- Gemeinsame Normdatei: 119178230
- International Standard Name Identifier: 0000 0000 7861 4126
- Library of Congress Control Number: no97041472
- Nationale Bibliotheek van Letland: 000287734
- Nationale Bibliotheek van Tsjechië: jo2002152363
- LIBRIS: 267006
- Système universitaire de documentation: 152357904
- Virtual International Authority File: 90776368
- WorldCat: E39PBJh4y3Cc6yvT7Y3mjRWv73